# Auenheim-Rienau
Auenheim-Rienau is een voormalige gemeente in de Duitse gemeente Werra-Suhl-Tal in het Wartburgkreis in Thüringen. Het wordt voor het eerst genoemd in 772.

## Geschiedenis
In 1974 wordt de tot dan zelfstandige gemeente toegevoegd aan Horschlitt, dat op zijn beurt in 1994 wordt toegevoegd aan de stad Berka/Werra. Op 1 januari 2019 ging deze gemeente op in de gemeente Werra-Suhl-Tal.
Abteroda · Auenheim-Rienau · Berka/Werra · Dankmarshausen · Dippach · Fernbreitenbach · Gasteroda · Gospenroda · Großensee · Hausbreitenbach · Herda · Horschlitt · Kratzeroda · Vitzeroda · Wünschensuhl